# Minimalisme biblique
Pour les articles homonymes, voir École de Copenhague et minimalisme.
Le minimalisme biblique est un courant de pensée né à la fin des années 1960 qui s'oppose à l'archéologie biblique (mouvement tombé en désuétude à partir des années 1970) et nie toute valeur historique à la Bible non corroborée par des preuves archéologiques. Ce mouvement est également appelé « École de Copenhague » parce que deux de ses fondateurs ont enseigné à l'université de Copenhague : Niels Peter Lemche et Thomas L. Thompson.

## Présentation
Selon le minimalisme biblique, par exemple Keith W. Whitelam dans son ouvrage L'Invention de l'Israël antique : le bâillonnement de l'histoire palestinienne, l'ancien royaume d’Israël serait une pure fiction.
Certains chercheurs du mouvement vont jusqu'à accuser les sionistes de favoriser le recours à l'archéologie biblique afin de justifier l'établissement de l'État d'Israël et sa mainmise sur les terres palestiniennes dans le cadre du conflit israélo-palestinien.
Ce courant de pensée a vu le jour à la fin des années 1960 comme une réaction à l'archéologie biblique mais aussi à la suite de la découverte d'évidences archéologiques[Lesquelles ?] au Moyen-Orient contradictoires avec la version biblique.
Les principaux représentants du minimalisme biblique sont :
- Keith W. Whitelam
- Thomas L. Thompson
- Niels Peter Lemche
- Philip R. Davies
- John Van Seters
- William G. Dever depuis 2007[3].

## Critiques
Plusieurs critiques ont été formulées à l'encontre du minimalisme biblique, notamment par Kenneth Anderson Kitchen et Israël Finkelstein.
William G. Dever a commencé par critiquer l'école de Copenhague, notamment en publiant son livre Aux origines d'Israël : Quand la Bible dit vrai avant de se rétracter en 2007 dans un entretien accordé à Hershel Shankes et publié dans la Biblical Archeology Review et réclamer son appartenance au courant minimaliste.
Mario Liverani, dans Israel's History and the History of Israel (2005), admet que les sources bibliques datent de la période perse mais estime que les minimalistes n'ont pas su évaluer ce contexte ni reconnaître l'importance des sources antérieures utilisées par les rédacteurs de la Bible.